# Kate Dennison
Kate Dennison (ur. 7 maja 1984 w Durbanie w Południowej Afryce) – angielska lekkoatletka, tyczkarka.
W 2012 ogłosiła zakończenie kariery sportowej.

## Sukcesy
- brązowy medal Europejskiego Festiwalu Młodzieży (Murcja 2001)[2]
- 6. miejsce podczas halowych mistrzostw Europy (Turyn 2009)
- 6. miejsce na mistrzostwach świata (Berlin 2009)
- 9. miejsce w eliminacjach podczas halowych mistrzostw świata (Doha 2010)
- 6. miejsce na mistrzostwach Europy (Barcelona 2010)
- brązowy medal igrzysk Wspólnoty Narodów (Nowe Delhi 2010)
- wielokrotna mistrzyni i rekordzistka kraju

W 2008 reprezentowała Wielką Brytanię na Igrzyskach olimpijskich w Pekinie, gdzie zajęła 15. miejsce w eliminacjach, nie awansując do finałowej "12". Na tym samym etapie rywalizacji zakończyła swój start na igrzyskach olimpijskich w Londynie (2012).

## Rekordy życiowe
- Skok o tyczce (stadion) – 4,61 m (22 lipca 2011, Barcelona)
- Skok o tyczce (hala) – 4,60 m (20 lutego 2010, Birmingham)